# Zelandotipula subtarda
Zelandotipula subtarda is een tweevleugelige uit de familie langpootmuggen (Tipulidae). De soort komt voor in het Neotropisch gebied.